# مساعد الرفاعي
مساعد بن عبد الله الرّفاعي (1883 - 1936) شاعر كويتي، ولد في مدينة الكويت ونشأ فيها. ينقسم معظم شعره بين الهجاء والغزل. اعتزل الناس في آخر أيّامه، وأحرق كثيرًا من شعره.  
كان من أوائل المنادين بتعليم المرأة. أقام في مزرعة له بعد اعتزاله للوسط الأدبي حتى وفاته.

## سيرته
ولد مساعد بن عبد الله الرفاعي سنة 1301 هـ/ 1883م في مدينة الكويت ونشأ بها ودرس في الكتاتيب، واستوفى تعليمه حسب مستوياتها، وتعلم شيئًا من الفقه واللغة.
اشتغل بالوساطة التجارية (التصدير والاستيراد) لبعض البضائع البسيطة بين الهند والكويت.
تعلم نظم الشعر واشتهر به، كان يسلك في شعره مسلك الهجاء وقد نفر الأدباء من حوله من جراء مسلكه هذا، وقد استفاد من تردده على مدينة البصرة فجالس وخالط الكثير من أدبائها.
امتلك مزرعة في منطقة الفنطاس، اعتزل فيها الناس في أواخر حياته؛ فقام بحرق أكثر قصائده الشعرية قبل وفاته بعد اعتزاله للوسط الأدبي، فأقام في مزرعة له حتى وفاته في 1355 هـ/ 1963م.

## شعره
له قصائد نشرت في مصادر دراسته في مقدمتها كتاب تاريخ الكويت، وضاعت قصائده أو أقدم بنفسه على إحراق كثير منها زمن اعتزاله حفظ الشيخ عبد العزيز الرشيد من بعض آثاره الشعرية في كتابه تاريخ الكويت . .
وصفه خالد سعود الزيد في كتابه أدباء الكويت في قرنين بأنه شاعر هجاء لم يقل قصيدة واحدة في المدح .
قال عنه عبد العزيز البابطين في معجمه «ربما كان لخبر الإحراق والضياع وإرادة العزلة صلة بنزعته الهجائية في شعره، تلك النزعة التي أشار إليها كل من كتب عن هذا الشاعر، ولكن من الظلم أن نتصوره - فنيًا - في حدود هذا الغرض، فشعره - من ناحية المضمون - إصلاحي تحريضي يدعو إلى التجديد ويحرض على بناء مستقبل راق، ومن ناحية الشكل - وهو سابق على فهد العسكر في هذه الخاصية - نجد الطابع السردي يشكل عددًا من قصائده، كما نجد الحرص على الحوار، مما يضفي طابعًا دراميًا وتشويقًا وطرافة على مسار القصيدة، وتعد قصيدته: «تعليم البنين والبنات» علامة على اتجاه التعليم في الكويت والدعوة إلى تحديثه وتعميمه، كما تعد قصيدته «إلى العلجي» علامة أخرى على دعوة الاعتدال الديني في الكويت وبدء التطلع إلى النظم الحديثة.»

## من شعره
من قصيده  مساواة القمر للشمس
أيُّها المغرورُ في مدْحِ ذُكا         ليس للشمس على البدر رُجوحْ
لا تظنَّ البدرَ نورًا دونها          فهما سِيّان في الحكم الصحيح
واستتارُ البدر من إشراقها         عادةٌ  للبدر  فيها  يستريح